# Wildwood (Florida)
Wildwood város az USA Florida államában, Sumter megyében.

## Népesség
A település népességének változása:
| Lakosok száma | 3924 | 6709 | 15 730 |
|               | 2000 | 2010 | 2020   |